# Sopečné sklo

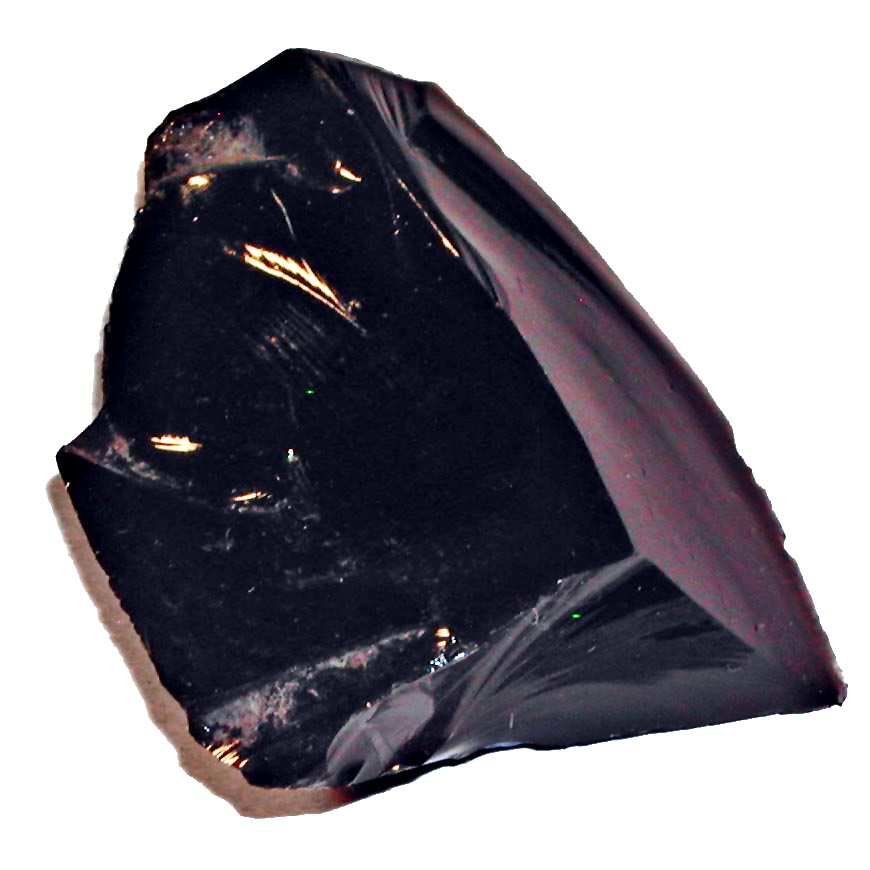
Obsidián (Oregon) USA

Jako sopečné či vulkanické sklo jsou označovány vulkanické horniny (nebo jejich součásti), které nejsou krystalické, nýbrž mají amorfní, sklu podobnou strukturu. Ta vzniká při rychlému ochlazení žhavé a viskózní lávy a jejím následném rychlém utuhnutí. Přitom nedochází ke krystalizaci složek. Sopečné sklo se může měnit v závislosti na chemických a strukturálních vlastnostech lávy nebo magmatu, jakož i na obsahu vody. Nejznámějším příkladem sopečného skla je obsidián.
Sopečná skla jsou obsažena i v sopečných pumách, sopečném popelu, ale i v některých vulkanických horninách, se kterými se mohou překrývat a mísit.
Vzhledem ke své relativně nízké stabilitě jsou sopečná skla na Zemi poměrně málo rozšířená a převážná část je v geologických poměrech relativně mladá. Sopečná skla vzniklá „odskelněním“ skel ryolitového složení mohou obsahovat vtroušeniny, tzv. sférolity.

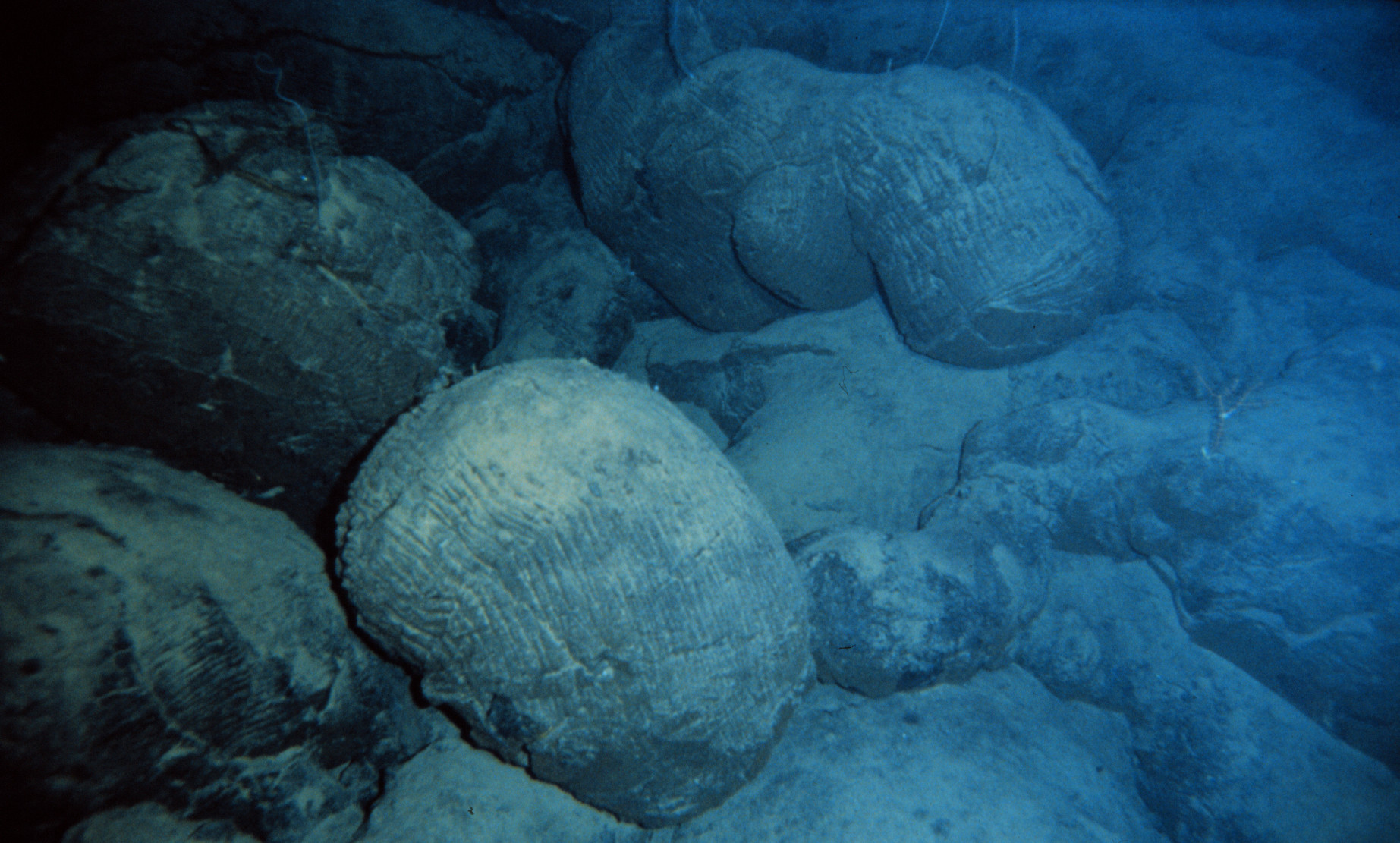
Polštářová láva má jemnou sklovitou krustu (Havaj)

## Příklady

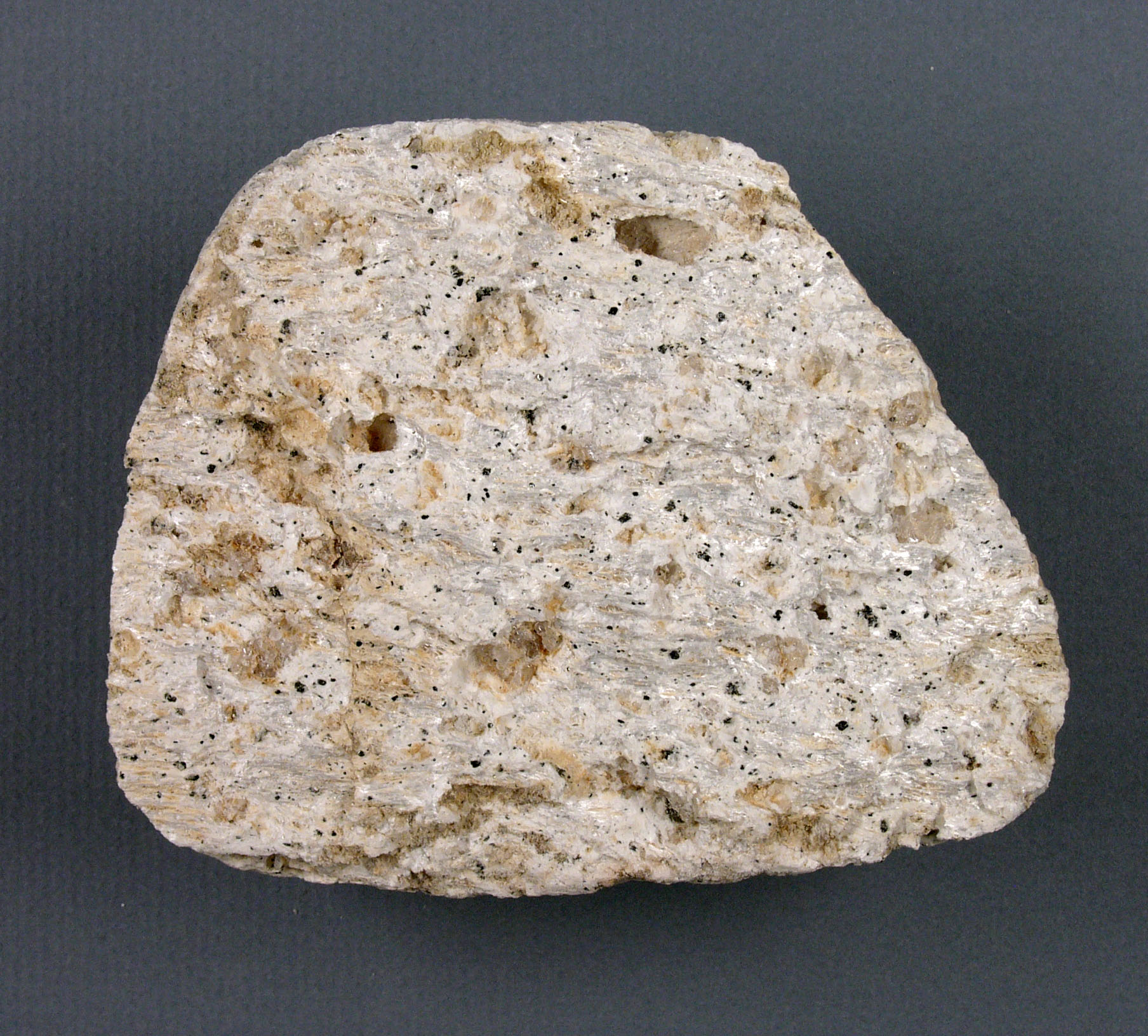
Pemza z ostrova Kós obsahující slídy biotit (černé skvrny), muskovit a zeolity (světle zbarvené krystaly)

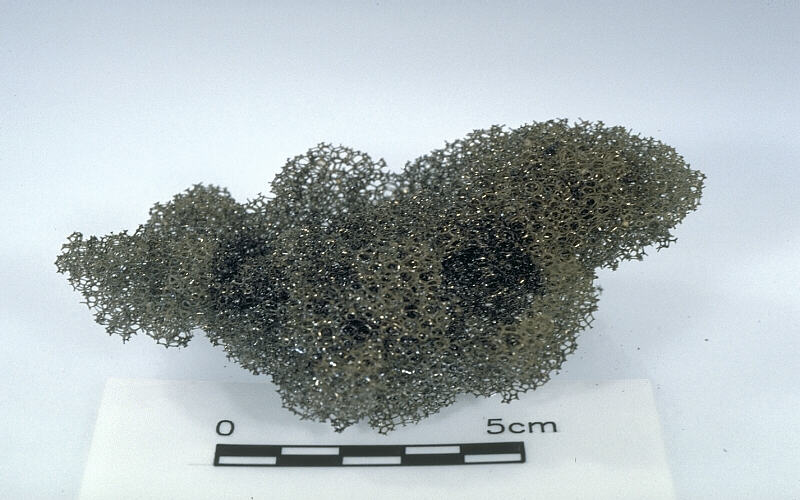
Retikulit z sopky Kilauea, Havaj

- Obsidián je nejznámějším příkladem sopečného skla. Je už od doby kamenné využíván různými kulturami k výrobě nástrojů a zbraní. Podle chemismu lze hovořit o obsidiánu ryolitickém, fonolitickém, andezitickém apod. Obsahuje méně než 1 % vody.
- Smolek, anglicky Pitchstone, německy Pechstein, „smolný kámen“, je paleovulkanit, vznikající „odskelněním“ a obsahující až 10 % H2O, pouze tato vlastnost jej odlišuje od obsidiánu.
- Perlit je amorfní vulkanické sklo s vysokým obsahem vody. Vzniká alterací obsidiánu, jde o až centimetr velké, hydratované kulovité útvary s koncentrickou strukturou.
- Tachylit je typ čedičového skla, které kromě jiného tvoří krustu polštářových láv. Je neprůhledný a má relativně nízký obsah oxidu křemičitého.
- Palagonit je další sklo čedičové kompozice, které je tvořeno při absorpci vody z jiných primárních sopečných skel, procesem zvaným palagonitizace. Je široce rozšířen na Islandu.
- Hyaloklastit označuje sklo obsahující pyroklasty, tvořené fragmentací ve styku s vodou nebo ledovcem.
- Pemza je velmi porézní nebo až pěnovité sopečné sklo, vznikající při erupcích na plyny bohatého magmatu.
- Limburgit je označení pro hemikrystalickou, porfyrickou horninu bazanitového složení.
- Retikulit je extrémně porézní a lehké čedičové sklo.
- Peléiny slzy, ztuhlé lávové kapky ve tvaru slzy.
- Peléiny vlasy, dlouhá a křehká vlákna vulkanického skla vznikající z lávy. Člověkem průmyslově vyráběná obdoba je označována jako minerální vata.

## Výskyt
sopečné sklo, známé také jako obsidián, se v přírodě vyskytuje v oblastech s aktivní nebo nedávno aktivní vulkanickou činností. V České republice je výskyt obsidiánu vzácný, protože zde nejsou aktivní sopky. Nicméně některé vulkanické oblasti ČR mohou obsahovat horniny, které mají podobné složení.
Nejvýznamnější vulkanické oblasti v ČR jsou:
1. České středohoří
  - Nachází se zde bazalty a jiné sopečné horniny. Obsidián zde není běžný, ale místní vulkanické procesy vytvářely různé zajímavé horniny.
2. Doupovské hory
  - Tato oblast je sopečného původu, ale opět se zde obsidián přímo nenachází.
3. Třetihorní vulkanická oblast v západních Čechách
  - Například Komorní hůrka nebo Železná hůrka, kde probíhala sopečná činnost během třetihor.

Pokud vás zajímá sopečné sklo, ve větším množství se vyskytuje v zahraničí, například:
- Island
- Etiopie
- Spojené státy (Yellowstone, Kalifornie)
- Turecko (oblast Anatolie)